# Anthenea obesa
Anthenea obesa är en sjöstjärneart som beskrevs av Hubert Lyman Clark 1938. Anthenea obesa ingår i släktet Anthenea och familjen Oreasteridae. Inga underarter finns listade i Catalogue of Life.